# Europese weg 119

Traject van de weg in de Kaukasuslanden

De Europese weg 119 of E119 is een Europese weg die loopt van Moskou in Rusland naar Astara, bij de Iraanse grens in Azerbeidzjan.

## Algemeen
De Europese weg 119 is een Klasse A Noord-Zuid-referentieweg en kent een afstand van ongeveer 2630 kilometer. De route is door de UNECE als volgt vastgelegd:
Rusland
- Moskou
- Tambov
- Povorino
- Wolgograd
- Astrachan
- Machatsjkala
- Derbent

Azerbeidzjan
- Koeba
- Bakoe
- Alyat
- Astara.